# Casa del Tesorero
La Casa del Tesorero (en inglés: Treasurer's House) es una propiedad gestionada por el National Trust situada en Martock, en el condado inglés de Somerset (Reino Unido). Ha sido designada como monumento clasificado de grado I. Aparte del Palacio del Obispo de Wells, es la casa más antigua del condado.
Los edificios originales del siglo XIII han sido ampliados varias veces, incluido un gran salón del siglo XV que tiene un techo de armadura con collarín arqueado. Varias de las habitaciones tienen pinturas murales que han sido descubiertas y restauradas desde que el National Trust se hiciera cargo del edificio en 1970. La casa perteneció al obispo de Bath y Wells y durante un tiempo se utilizó para guardar el Gran Sello del Reino cuando John Langton era Lord canciller de Inglaterra.

## Historia
La Casa del Tesorero es una casa señorial sacerdotal medieval construida en piedra de Hamstone durante el siglo XIII. La sala «solar», que se construyó alrededor de 1250, sobrevive como la parte más antigua del edificio, lo que la convierte en la segunda casa habitada más antigua de Somerset. Se menciona como la casa parroquial anexa a la iglesia de Todos los Santos del pueblo. En 1227 fue adquirida por Hugh de Wells, el tesorero de la catedral de Wells, quien se convirtió en el rector y patrón de la iglesia.
El gran salón fue añadido en 1293 y en 1297 John Langton, que fue lord canciller de Inglaterra y obispo de Chichester, recibió el Gran Sello del Reino que se guardaba en la «corte de Martock». La cocina se construyó en algún momento del siglo XV.
El obispo de Bath fue propietario del edificio, conocido como Priorato de Martock, hasta 1849, cuando fue transferido a los Comisionados Eclesiásticos. Luego pasó a ser de propiedad privada y se añadió una pequeña ala. En 1943 lo compró Harold St George Gray, el bibliotecario-curador del Museo de la Sociedad de Historia Natural y Arqueológica de Somerset para preservarlo. Su esposa lo legó al National Trust en 1970.
En 1987 fue designado como monumento clasificado de grado I.

## Arquitectura

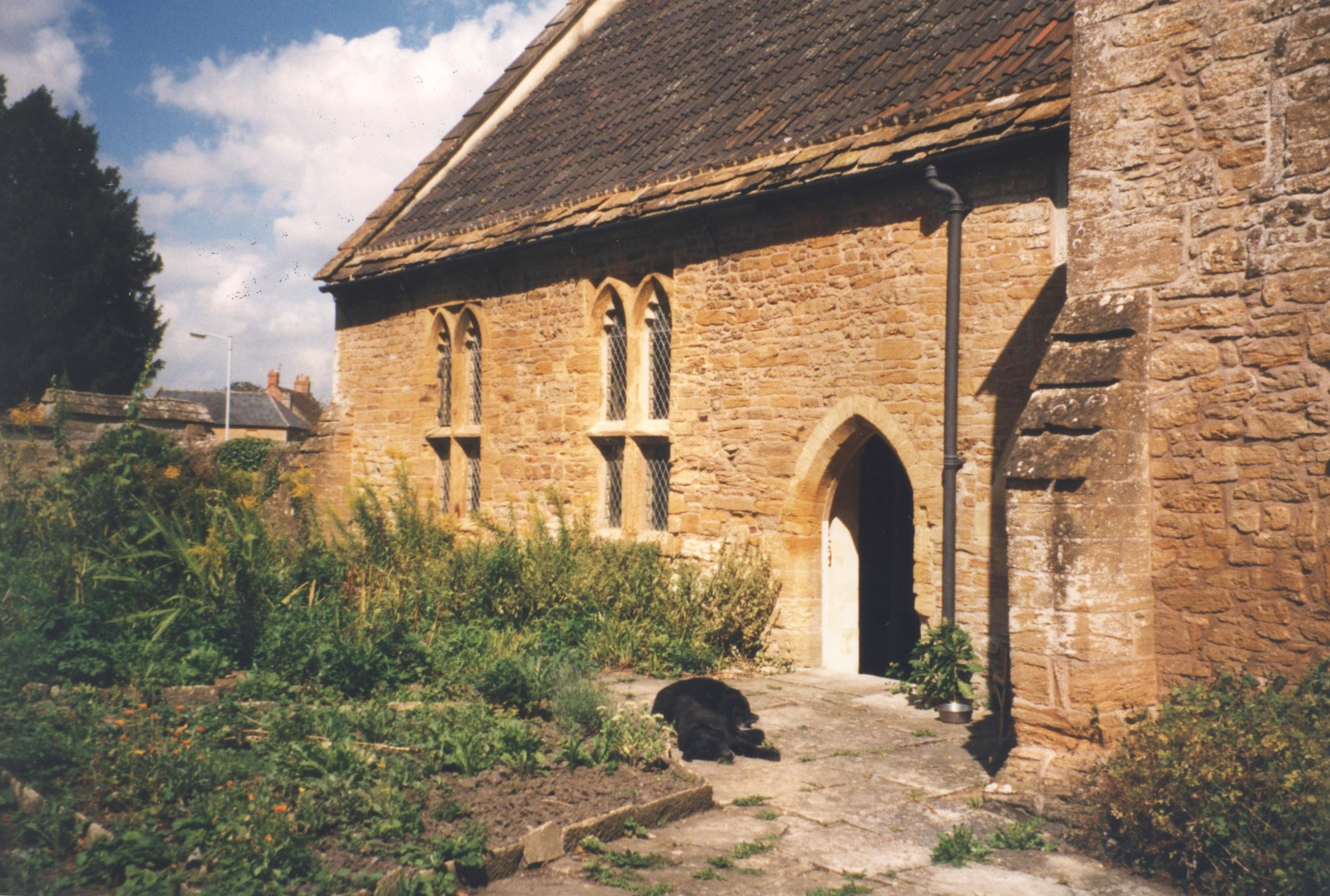
Otra vista de la casa y del jardín

El edificio ha sufrido diversas ampliaciones y reformas desde su construcción. El edificio tiene planta en forma de T, siendo el ala saliente oeste una sala añadida a finales del siglo XIII. El gran salón tiene un techo de madera con armadura de cuello y arco abierto de cuatro tijerales que data del siglo XV. El tejado estuvo cubierto con pizarra de las canteras locales hasta que se cubrió con paja a mediados del siglo XIX. Las actuales tejas de barro se añadieron a principios del siglo XX.
El bloque de la cocina se añadió a finales del siglo XV o principios del XVI y no tiene conexión directa con el resto de la casa. El Bloque Solar es la parte más antigua del edificio que data alrededor de 1250.Tiene una ventana de tracería de placas rematada con un arco en forma de trébol rodeada de pinturas murales. La sala «solar» (Solar Room) se encuentra separado del gran salón por un paso de mamparas.
Las paredes de una de las habitaciones privadas del piso superior estaban cubiertas con cal del siglo XVI que fue retirada en 1995, lo que reveló una pintura mural del siglo XIII con una representación de Jesús en la cruz y otras dos figuras. La escena de la crucifixión con rosetas y decoración de hojas de vid fue descubierta en los años 1990.